# Con te partirò
Con te partirò ([kon ˈte partiˈrɔ]; svenska översättningar "Med dig ger jag mig av" och "Jag går dit du går") är en italiensk crossoverlåt som är komponerad av Francesco Sartori (musik) och Lucio Quarantotto (text). Sången framfördes först av Andrea Bocelli vid 1995 års San Remo-festival och spelades in på hans album Bocelli från samma år. Singeln släpptes först som en A-side-singel med "Vivere" 1994, och låg högst upp på topplistorna, först i Frankrike, och sedan i Belgien, där den slog alla tiders försäljningsrekord.
En andra version av sången, som delvis sjungs på engelska, släpptes som "Time to Say Goodbye". Den sjöng Bocelli tillsammans med den engelska sopranen Sarah Brightman, och denna fick ännu större framgång, och toppade topplistorna i hela Europa, inklusive Tyskland, där den blev den mest sålda singeln någonsin. Bocelli spelade även in en helt spansk version av låten, och den kallades då "Por ti Volare". Låten anses, i alla tre versioner, vara Bocellis paradnummer. Även om framträdanden av låten mest är förknippade med sporthändelser, är den ofta med i filmer och tv-serier och är en populär konsertlåt. Den är även vanlig på begravningar.
Björn Ulvaeus har skrivit den svenska texten "Jag går dit du går" till Tommy Körbergs julskiva Tommys jul 2014.
Estradören Mattias Enn har gjort en svensk översättning som heter Tid att ta farväl.

## Historia

### Bakgrund
Den första singeln, som spelades in av Polydor Records, var inte framgångsrik i Italien. På andra ställen var den däremot en stor hit. I Frankrike och Schweiz låg den högst upp på topplistorna i sex veckor, och sålde tre guldskivor. I Belgien blev det den största hiten dittills, med tolv veckor högst upp på topplistorna. I Tyskland marknadsförde East West Records tillsammans med Polydor en version av "Con Te Partiro", omdöpt till "Time to Say Goodbye", där en del av texten förändrats, som temasång för boxaren Henry Maskes sista match. "Time to Say Goodbye" gjordes även till en duett med Sarah Brightman, som hade framfört "A Question of Honour" i en av Maskes föregående matcher. Den tyska producenten Frank Peterson, som har arbetat med Brightman sedan 1991, gav låten en engelsk titel, snarare än den tyska titeln "Mit Dir Werde Ich Fortgehen". Inspelningen av låten ägde rum i Petersons studio i Hamburg. Matchen ägde rum den 23 november 1996. Maske ställdes mot amerikanen Virgil Hill, och matchen sågs av fler än 21 miljoner åskådare. Bocelli och Brightman framförde sången till matchens öppningen, och spelades återigen när Maske lämnade ringen.

### På topplistorna
I december hade singeln "Time to Say Goodbye", släppt på East West, nått nummer ett på Media Control Charts, den tyska singeltopplistan, och beräknades sälja 40 000–60 000 per dag, och beräknades ha sålt minst en miljon vid årets slut. Båda sångarnas respektive album ökade också i försäljning. I februari följande år hade singeln slagit alla tiders försäljningsrekord i Tyskland, genom att ha sålts i 1.65 miljoner exemplar, och skulle till slut sälja 11 guldskivor med över 2 750 000 kopior. Det är den bäst säljande singeln i Belgien.
"Time to Say Goodbye" nådde en andra plats på UK Singles Chart när den släpptes i maj 1997, och sålde guld. Den stannade kvar på topp 30 i ytterligare två månader, och spelades ofta på BBC Radio 2. Duetten var med på Brightmans album från 1997, Timeless (som fick namnet Time to Say Goodbye i USA, och placerades som första spår på skivan). Brightman har även spelat in en soloversion, som släpptes på duettsingeln såväl som på senare album.

## Coverversioner
Sedan låten släpptes har låten släppts i flera andra versioner och framförts av flera olika sångare. Versioner som kan nämnas är "Por ti volaré", en spansk version med en kraftigt förändrad text, och "I Will Go with You (Con te partirò)", en danceremix av Donna Summer. År 2001 släppte Journeys gitarrist Neal Schon ett soloalbum, Voice, som innehåller en instrumental version av låten. Nana Mouskouri spelade in en version på albumet Hommages från 1997.
Welsh mezzo-sopranen Katherine Jenkins spelade in en version av låten. Den fanns med på hennes album Second Nature från 2004. Hennes version släpptes även som en singel den 21 februari 2005. Gregory Lemarchal spelade in en version till sitt album La voix d'un ange som släpptes efter att Lemarchal dog 2007 till följd av cystisk fibros vid 23 års ålder. Den nyzeeländska sångaren Hayley Westenra hade med en version av låten på sitt album Amazing Grace - The Best of Hayley Westenra från 2007. Den svenska sångaren Sanna Nielsen gjorde en engelsk-svensk version av låten som fanns med på hennes album Sanna 11-22. Andre Rieu och Mirusia Louwerse spelade även in en version av sången på deras album You'll never walk alone. Den italienska tenoren Micheal Castaldo spelade in två versioner av låten och inkluderade dem på sitt album Villa från 2004. Castaldos flamencoversion av låten spelades mycket på italiensk-amerikanska radiokanaler i USA och Kanada.
2004 släpptes trumpetaren Chris Bottis tolkning av låten på albumet When I Fall in Love. 2007 släppte den chilenska sångaren Carolina Soto en spansk version med namnet "Por Ti Volare". Låten var en framgång i Chile, eftersom Soto var med i en populär talangjakt, kallad "Rojo". Royal Scots Dragoon Guards spelade in en cover av sången till deras album Spirit of the Glen" från 2007. Gitarristen Marty Friedman, före detta medlem i Megadeth, spelade in en cover på låten till sitt nionde studioalbum Bad D.N.A som släpptes i Japan den 25 augusti 2010.
Estradören Mattias Enn har gjort den svenska översättningen: "Tid att ta farväl".

## Certifiering
| Land           | Certifiering     | Datum        | Sålda exemplar |
| -------------- | ---------------- | ------------ | -------------- |
| Österrike      | Platinaskiva     | 18 mars 1997 | 30 000         |
| Tyskland       | 11 x guldskiva   | 1998         | 2 750 000      |
| Schweiz        | 2 x platinaskiva | 1997         | 100 000        |
| Storbritannien | Guld             | 1997         | 400 000        |

## Topplistor
| Topplista (1996/97)               | Topp position |
| --------------------------------- | ------------- |
| Dutch Mega Top 100                | 18            |
| Belgian (Flandern) Singles Chart  | 1             |
| Belgian (Vallonien) Singles Chart | 1             |
| French SNEP Singles Chart         | 1             |
| Topplista (2007)                  | Topp position |
| UK Singles Chart                  | 69            |

| Chart (1997)              | Topp position |
| ------------------------- | ------------- |
| Austrian Singles Chart    | 1             |
| Dutch Mega Top 100        | 5             |
| French SNEP Singles Chart | 25            |
| German Singles Chart      | 1             |
| Irish Singles Chart       | 1             |
| Sverigetopplistan         | 31            |
| Swiss Singles Chart       | 1             |
| UK Singles Chart          | 2             |